# PT 109 - Posto di combattimento!
PT 109 - Posto di combattimento! (PT 109) è un film di guerra del 1963 diretto da Leslie H. Martinson, basato su un episodio realmente accaduto durante la guerra nel Pacifico.

## Trama
Il sottotenente di vascello John Fitzgerald Kennedy, futuro Presidente degli Stati Uniti d'America, è imbarcato come comandante sulla PT-109, una motosilurante in azione nell'Oceano Pacifico durante la seconda guerra mondiale. Lanciato contro le poderose fortezze galleggianti della marina giapponese, la motosilurante, dopo alcune azioni vittoriose ha la peggio: il giovane Kennedy, eroicamente, salva i superstiti portandoli al riparo su un'isola.